# Pavșîno, Muncaci
Pavșîno (în ucraineană Павшино) este o comună în raionul Muncaci, regiunea Transcarpatia, Ucraina, formată numai din satul de reședință.

## Demografie
Componența lingvistică a comunei Pavșîno
     Ucraineană (49,52%)
     Germană (34,25%)
     Maghiară (13,6%)
     Rusă (2,27%)
     Alte limbi (0,24%)
Conform recensământului din 2001, nu exista o limbă vorbită de majoritatea populației, aceasta fiind compusă din vorbitori de ucraineană (49,52%), germană (34,25%), maghiară (13,6%) și rusă (2,27%).